# Jiří Kryštof z Trauttmansdorffu

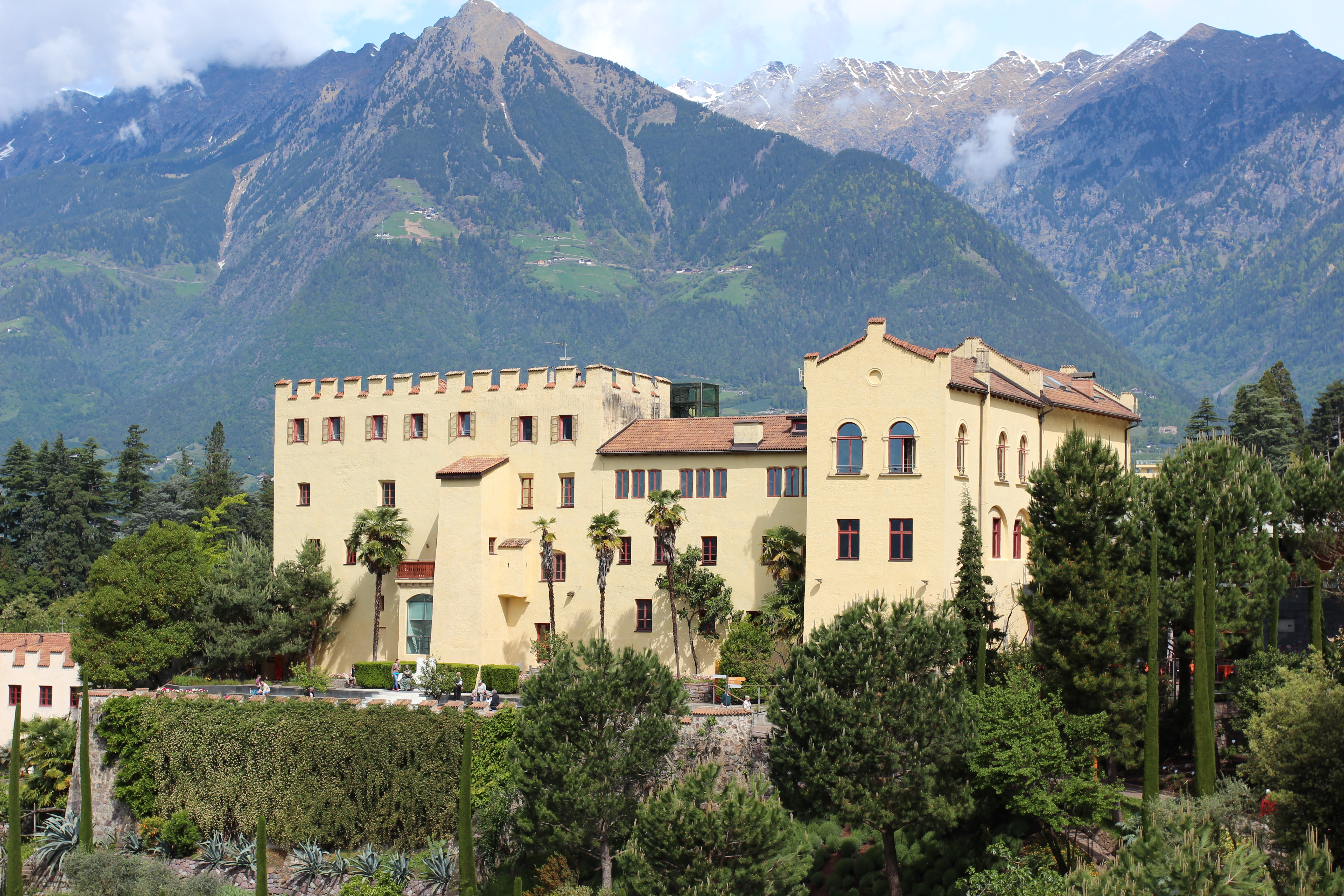
Zámek, později Trautmannsdorfský palác, vedle města Merano

Jiří Kryštof hrabě z Trauttmansdorffu (německy Georg Christoph Graf von Trauttmansdorff, † 1660) byl rakouský šlechtic z hraběcího rodu Trauttmansdorffů, pán zámku Trautmansdorff poblíž Merana. 

## Život
Narodil se jako syn svobodného pána Jiří Adam z Trauttmansdorff-Freynturm-Castellaltu († 1599) ze starého rakouského a českého rytířského rodu Trauttmansdorffů původem z východního Štýrska a jeho manželky Judity Scheidtové z Zellerisu († 21. září 1634), dcery svobodného pána Jiřího Scheidta z Zellerisu († 31. ledna 1583, Radkersburg).  
Jeho prarodiči byli Jáchym z Trauttmansdorffu († 13. října 1571, Leibnitz) a Kateřiny Breunerové ze Stübingu. Mezi jeho prarodiči byli Herand III. z Trauttmansdorffu († 1467) a Kateřina z Kirchbergu. 
Sestra Jiřího Kryštofa, Eva z Trauttmansdorffu, se v roce 1629 provdala za svobodného pána Ferdinanda Jakuba z Welz-Spiegelfeldu (25. července 1602 – 13. listopadu 1655).

## Rodina
Jiří Kryštof z Trauttmansdorffu se oženil s Marií Rozálií Annou Barborou z Rindsmaulu († 16. března 1665), dcerou svobodného pána Ruperta z Rindsmaulu (1. září 1570 – 15. května 1651) a paní Marie Salome z Herbersteinu († 2. září 1642). Manželé měli dvě dcery:  
- Marie Cecílie Terezie z Trauttmansdorffu (1647 – 13. prosince 1706, Štýrský Hradec), provdaná 1669 za hraběte Františka Adama z Ditrichštejna (30. března 1642, Štýrský Hradec – 24. července 1702, Vídeň), syna hraběte Zikmunda Ludvíka z Ditrichštejna (1603 – 1653) a hraběnky Anna Marie z Megau (1610 – 1698)
- Marie Konstancie Alžběta z Trauttmansdorffu (12. 5. 1651 – 1. 5. 1722, Lublaň), provdaná 29. 4. 1670 ve Štýrském Hradci za hraběte Jana Hervarta z Auerspergu (12. 4. 1643, Lublaň – 26. 8. 1701 tamtéž), syna hraběte Jana Ondřeje II. z Auerspergu (1615–1664) a Anna Alžběta z Lambergu (1621–1668)